# ماسیمو وینیلی
ماسیمو وینیلی (به ایتالیایی: Massimo Vignelli)؛ (تلفظ ایتالیایی: [ˈmassimo viɲˈɲɛlli]) (زادۀ ۱۰ ژانویهٔ ۱۹۳۱ میلادی – درگذشتۀ ۲۷ مهٔ ۲۰۱۴ میلادی) یک طراح اهل ایتالیا بود که در زمینه‌های مختلفی از جمله بسته‌بندی، لوازم خانگی، مبلمان، تابلوهای عمومی و طراحی نمایشگاه کار می‌کرد. او یکی از بنیانگذاران شرکای وینیلی، به همراه همسرش، للا بود. شعار او این بود: «اگر می‌توانی یک چیز را طراحی کنی، می‌توانی همه چیز را طراحی کنی» که گسترۀ وسیعی از کارهای او را نشان می‌دهد. 
وینیلی محکم در سنت مدرنیستی کار کرد. سبک او بر سادگی با استفاده از اشکال هندسی اولیه تأکید داشت.